# KELT-9b
KELT-9b — екзопланета, гарячий юпітер, у системі зорі спектрального класу A KELT-9. Знаходиться за 620 св. років від Землі у сузір'ї Лебедя. Одна з найгарячіших відомих екзопланет. Температура на поверхні планети може сягати 4600 К.
KELT-9b знаходиться на відстані 0,03 а. о. (4,5 млн км) від материнської зорі. Період обертання навколо зорі становить 1,48 доби. KELT-9b приблизно в 2,88 рази важча та в 1,9 рази більша за Юпітер.
В атмосфері планети спектрограф виявив іони заліза і титану. Припускається, що на нічній стороні планети атоми заліза і титану конденсуються і там випадають металеві дощі.